# Gerald Loacker

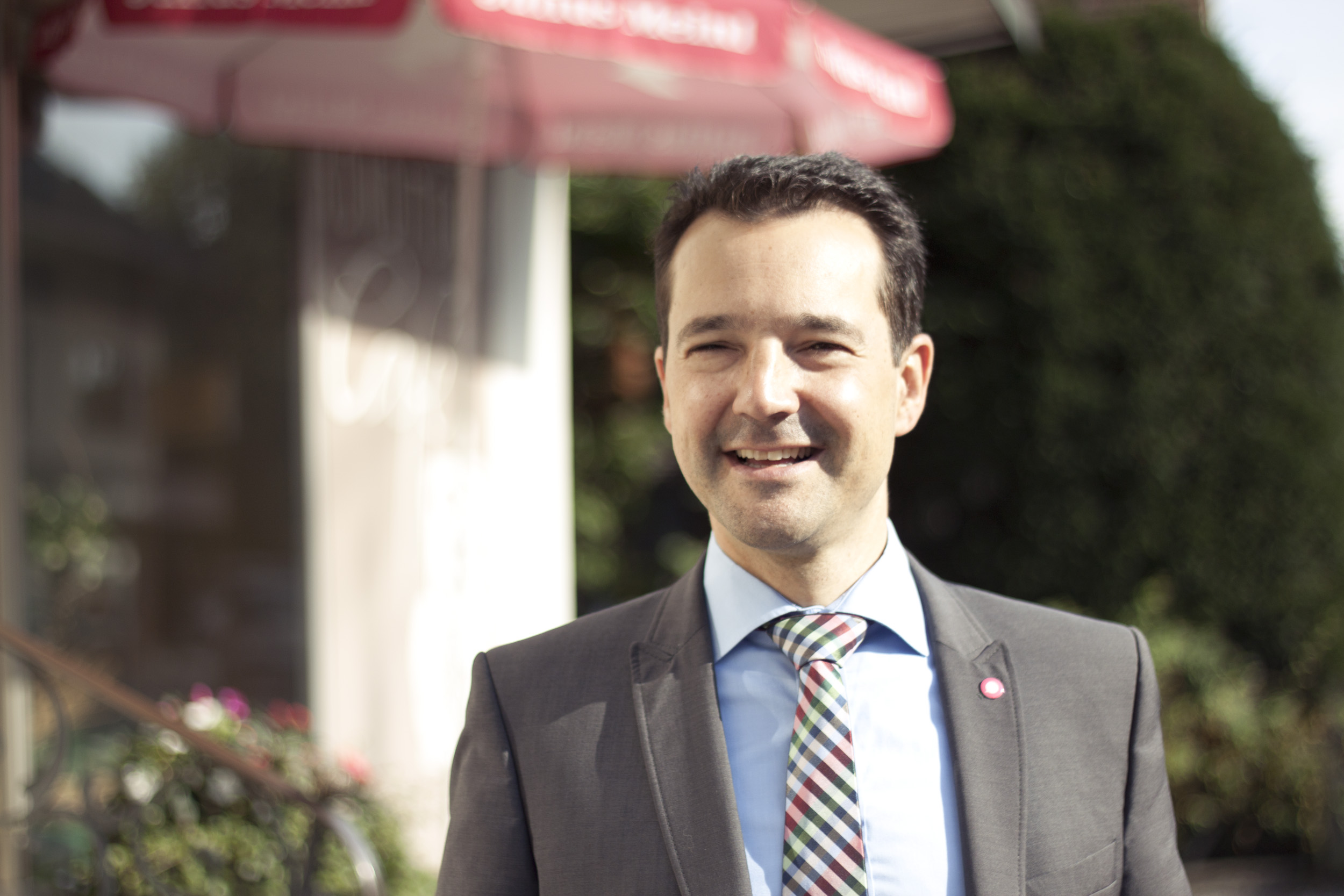
Gerald Loacker (2014)

Gerald Loacker (* 28. November 1973 in Dornbirn) ist ein österreichischer Politiker (NEOS, ehemals ÖVP). Loacker war von 2013 bis 2024 Abgeordneter zum österreichischen Nationalrat.

## Ausbildung und Beruf
Gerald Loacker wurde am 28. November 1973 in Dornbirn im österreichischen Bundesland Vorarlberg geboren. In seiner Heimatstadt besuchte er auch das Bundesgymnasium Dornbirn, an dem er im Jahr 1992 die Matura absolvierte. Anschließend studierte Loacker von 1992 bis 1997 an der Universität Wien im Diplomstudium Rechtswissenschaften und schloss dieses mit der Sponsion zum Magister iuris (Mag. iur.) ab. Von Mai 1997 bis März 1998 absolvierte er anschließend die Gerichtspraxis. Während seines Studiums war er außerdem Mitglied der katholischen Studentenverbindung KaV Norica Wien im ÖCV. Davor war er schon während seiner Schulzeit Mitglied der katholischen Mittelschulverbindung Siegberg Dornbirn geworden.
Von Mai bis Oktober 1998 war Gerald Loacker Notariatskandidat im Notariat von Klaus Winsauer in Dornbirn. Im November 1998 wurde Loacker zum Fachgruppengeschäftsführer Industrie in der Wirtschaftskammer Vorarlberg bestellt. Anschließend daran wurde er im Februar 2000 stellvertretender Personalleiter der Firma Tridonic in Dornbirn. In den Jahren 2003 bis 2005 absolvierte er nebenberuflich den Universitätslehrgang für Personal- und Organisationsentwicklung an der Universität Innsbruck, den er als akademischer Personal- und Organisationsentwickler abschloss. Von 2004 bis 2007 war Loacker in der Folge Leiter der Personalabteilung der Rondo Ganahl AG, anschließend wurde er im November 2007 Personalleiter der Dornbirner Sparkasse Bank AG.
Nachdem er im Jahr 2013 das Nationalrats-Mandat angenommen hatte, wurde er zunächst im Beschäftigungsausmaß von 50 Prozent weiterhin als Personalleiter bei der Dornbirner Sparkasse beschäftigt. Im Jänner 2016 wurde bekannt, dass Loacker ab Ende Februar 2016 gegen seinen Willen vom Dienstgeber für die Dauer seiner politischen Tätigkeit karenziert wurde, weil die Unternehmensleitung argumentierte, dass das Unternehmen einen Vollzeit-Personalchef benötige. Loacker hat ein Rückkehrrecht auf seine Position nach dem Ende seiner politischen Tätigkeit. Wenige Tage später wurde bekannt, dass Gerald Loacker mit Beginn März 2016 eine neue Teilzeit-Tätigkeit als juristischer Mitarbeiter mit dem Schwerpunkt Arbeitsrecht in der Dornbirner Anwaltskanzlei LF-LAW Längle Fussenegger Singer Rechtsanwälte Partnerschaft angenommen hatte. Ab Februar 2017 war Loacker selbständig als allgemein beeideter und gerichtlich zertifizierter Sachverständiger für Berufskunde sowie Arbeitsorganisation tätig.
Im Zuge seines Ausscheidens aus dem Nationalrat gab Gerald Loacker im September 2024 bekannt, dass er am 1. Oktober 2024 als geschäftsführender Gesellschafter beim Dornbirner Unternehmensberatungs-Unternehmen BWI Unternehmensberatung GmbH einsteige.

## Politischer Werdegang
Seine erste politische Funktion übernahm Gerald Loacker als Mitglied der Dornbirner Stadtvertretung für die Österreichische Volkspartei im Jahr 2001. Im Jahr 2002 wollte Loacker erstmals als Abgeordneter zum Nationalrat für die ÖVP Vorarlberg im Regionalwahlkreis Vorarlberg Nord kandidieren und bewarb sich deshalb parteiintern um einen entsprechenden Spitzenplatz auf der ÖVP-Liste. Über seine Konkurrentin um diesen Platz, die spätere Nationalratsabgeordnete Anna Franz, sagte Loacker im Vorfeld der parteiinternen Abstimmung öffentlich: „In einem urbanen Wahlkreis wie hier im Regionalwahlkreis Nord ist eine junge Führungskraft aus der Industrie sicher das frischere Signal als eine 50-jährige Lehrerin.“ Gerald Loacker wurde für diese Äußerung intern scharf gerügt und zog seine Kandidatur um den Spitzenplatz im Wahlkreis daraufhin auf Drängen von Magnus Brunner – damals Büroleiter des Vorarlberger Landeshauptmanns Herbert Sausgruber – zurück.
Von April 2010 bis Jänner 2013 war er erneut für die ÖVP Ersatzmitglied der Stadtvertretung, ehe er aus der Partei austrat, um Vorarlberger Landessprecher der neugegründeten Partei NEOS – Das Neue Österreich zu werden. Als solcher kandidierte er bei der Nationalratswahl in Österreich 2013 auf Platz zwei der Landesliste von NEOS in Vorarlberg hinter Spitzenkandidat Matthias Strolz. Dieser verzichtete auf sein Landeslisten-Mandat, daher wurde Loacker mit Beginn der Legislaturperiode Abgeordneter des Landeswahlkreises Vorarlberg, wo NEOS 13,1 Prozent der Stimmen erreichen konnte. Am 29. Oktober 2013 wurde Gerald Loacker als einer von neun NEOS-Abgeordneten im Nationalrat angelobt. Bei der Nationalratswahl 2017 kandidierte Loacker erneut für NEOS sowohl im Regionalwahlkreis Vorarlberg Nord als auch auf der Landes- und Bundesliste. Da die Partei bei dieser Wahl aber nur noch 9,0 Prozent der Stimmen in Vorarlberg erreichen konnte, erhielt sie kein Grundmandat auf Regional- oder Landeswahlkreisebene. Gerald Loacker zog daher in den Nationalrat der 26. Legislaturperiode als Abgeordneter über den Bundeswahlvorschlag von NEOS ein.
Bei der Gemeindevertretungs- und Bürgermeisterwahl 2015 kandidierte Loacker erstmals gegen seine ehemalige politische Heimat, die Dornbirner Volkspartei. Er wurde von den Dornbirner NEOS auch als Bürgermeisterkandidat ins Rennen geschickt, erreichte in der Direktwahl jedoch nur 4,43 Prozent der Stimmen und damit sogar noch weniger, als die NEOS an Gemeindevertretungsstimmen bekamen (5,66 Prozent). Er wurde nach der Wahl einer von zwei Mandataren der NEOS in der Dornbirner Stadtvertretung. Im Dezember 2017 legte er das Mandat als Mitglied der Dornbirner Stadtvertretung zurück und wurde mit Jänner 2018 Ersatzmitglied der Dornbirner Stadtvertretung.
Bei der Nationalratswahl 2019 gelang es Loacker wieder, wie 2013 über ein Grundmandat im Landeswahlkreis Vorarlberg in den Nationalrat einzuziehen. 2021 übernahm er zunächst die Funktion des NEOS-Wirtschaftssprechers im Nationalrat von seinem zurückgetretenen Parteikollegen Sepp Schellhorn und wurde anschließend Ende Juni in den Vorstand von NEOS gewählt. Am 30. Oktober 2023 kündigte Gerald Loacker über Social-Media-Kanäle an, bei der Nationalratswahl 2024 nicht erneut kandidieren zu wollen. Mit der Angelobung des neuen Nationalrates am 24. Oktober 2024 schied er somit als Nationalratsabgeordneter aus und kehrte in die Privatwirtschaft zurück.